# Aliciella triodon
Aliciella triodon är en blågullsväxtart som beskrevs av August Brand. Aliciella triodon ingår i släktet Aliciella och familjen blågullsväxter. Inga underarter finns listade i Catalogue of Life.